# Yasovarman
Yasovarman là một vị vua của Đế quốc Khmer trị vì trong thời gia 889-910 Công nguyên. Một số huyền thoại Khmer cho rằng ông bị mất vì bệnh phong. Các hồ chứa Lolei, Phnom Bakheng, và Baray Đông là các công trình được xây trong thời vị vua này trị vì, tất cả nằm gần công trình được xây dựng sau này, Angkor Wat. Phnom Bakheng là một trong những ngôi đền nằm trên đỉnh đồi được xây trong khu vực kinh đô của Đế quốc Khmer Angkor trong thời trị vì của Yasovarman, hai công trình kia là Phnom Krom và Phnom Bok.